# 水野成言
水野 成言（みずの なりのぶ）は、江戸時代前期の旗本。
備後国福山藩初代藩主・水野勝成の次男。初名・成忠。主馬、紀伊守、従五位下。室は池田備中守長幸の娘。

## 生涯

### 来歴
慶長8年（1603年）、三河刈谷藩主水野勝成の次男として生まれる。母は青木七之丞の娘。父・勝成の所領より備後国安那郡5000石を分知し、元和6年に従五位下紀伊守に叙任。小姓組番頭、御側衆を歴任し、寛永3年には徳川家光の上洛に従う。寛永9年、池田長幸宅において長幸の弟である池田長頼が脇坂安経を刺殺した際、その現場に同席。成言も責任を問われ京都深草に蟄居し、剃髪して令聲と号した。
天和4年（1684年）に病死し、京都本覚寺三源庵に葬られた。享年83。長男・勝興と次男・勝行は宗家の陪臣となった。

### 島原の乱
寛永15年（1637年）、蟄居中の身でありながらも、父・勝成および兄・勝俊とは別に島原の乱へ出陣し、黒田忠之のもとで戦功をあげた。